# Spy Hunter (videogioco 1983)
Spy Hunter è un videogioco arcade pubblicato nel 1983 da Bally Midway e convertito successivamente per numerose piattaforme domestiche. Consiste nella guida di un'automobile attrezzata con varie armi per il combattimento in strada, nello stile di James Bond (il titolo significa "cacciatore di spie"). Fa parte anche di alcune raccolte di classici come Midway's Greatest Arcade Hits e Midway Arcade Treasure.

## Modalità di gioco
Il giocatore controlla l'automobile su una strada illimitata a scorrimento verticale, con visuale dall'alto. Inizialmente viene scaricata dal portello posteriore del camion dei rifornimenti e comincia la corsa armata di mitragliatrici sul davanti. Durante il primo minuto di gioco le vite sono infinite, dopodiché si ha solo una vita, ma altre sono ottenibili con il punteggio.
Lungo il percorso si incontrano sia diversi tipi di veicoli nemici, sia veicoli civili la cui eventuale distruzione causa una penalità al punteggio.
I nemici sono principalmente automobili, dotate di lame tagliagomme, corazzatura antiproiettile o armi da fuoco, ma appare anche un elicottero che sgancia bombe.
Periodicamente diventa disponibile il camion dei rifornimenti che può essere chiamato con l'apposito pulsante. Se il giocatore riesce a salirci a bordo direttamente in corsa può ottenere nuove armi aggiuntive, che a differenza delle mitragliatrici hanno colpi limitati: petrolio e fumogeni che vengono rilasciati dietro l'auto e missili che possono colpire anche gli elicotteri.
Oltre che con le armi, i veicoli possono distruggersi a vicenda urtandosi, se si spingono fuori strada.
Andando avanti ci sono cambiamenti nel tipo di terreno, tra cui stretti ponti e strade ghiacciate, ma in particolare si incontrano dei tratti acquatici; qui l'automobile viene sostituita da un motoscafo, anch'esso equipaggiato con le varie armi. Anche i nemici in questi tratti diventano barche armate e la meccanica di gioco rimane più o meno la stessa.
Le conversioni per computer e console hanno generalmente controlli più semplici, senza cambio marcia. Nelle versioni Commodore 64 e Atari è necessario il pulsante del secondo joystick (oppure la tastiera) per usare le armi secondarie.
Il tema musicale è Peter Gunn.

## Serie
Nel 1984 la Midway produsse anche un flipper con il tema di Spy Hunter.
Il seguito diretto in sala giochi è stato Spy Hunter II (1987), che aggiunge in particolare la visuale in prospettiva e la modalità due giocatori.
Super Spy Hunter (1991), originariamente pubblicato come Battle Formula, è un seguito non ufficiale per NES.
Altri seguiti ufficiali sono SpyHunter (2001) e SpyHunter 2 (2003) per varie piattaforme domestiche del periodo.
Nel 2006 è uscito Spy Hunter: Nowhere to Run con Dwayne Johnson, per PlayStation 2 e Xbox. Il gioco era originariamente previsto come un tie-in di un film prodotto dall'Universal Pictures, con la partecipazione dello stesso Johnson, inizialmente diretto da John Woo e successivamente affidato al regista Paul W.S. Anderson. I diritti sono poi stati ceduti alla Warner Bros. che avrebbe ingaggiato Ruben Fleischer.
Infine è uscito Spy Hunter (2012) per PlayStation Vita e Nintendo 3DS.